# Xã Scotland, Quận Day, Nam Dakota
Xã Scotland (tiếng Anh: Scotland Township) là một xã thuộc quận Day, tiểu bang Nam Dakota, Hoa Kỳ. Năm 2010, dân số của xã này là 34 người.